# Abortivum

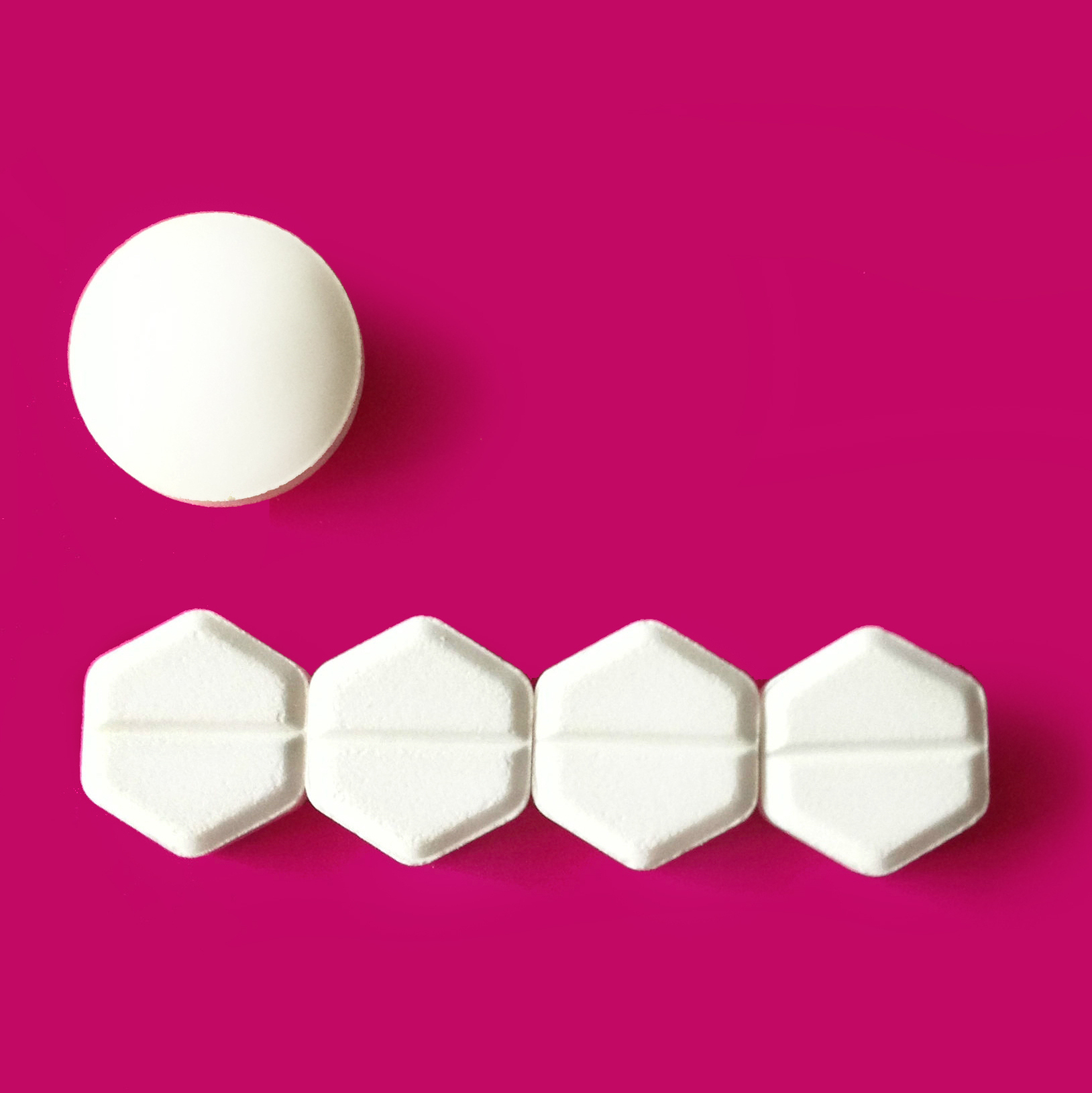
Potratové pilulky

Abortivum je látka vyvolávající potrat.

## Historie
Ve starověkém Řecku v Kyréně byla ekonomika založená především na výrobě a prodeji mužáku (Silphium), rostliny z čeledi hvězdnicovitých, využívané k vyvolání potratů. Pěstování a obchod s mužákem měl takový význam, že se podoba rostliny dostala na mince. Mužák, který rostl pouze v této části Libye, byl Řeky těžen v takovém množství, že došlo k jeho vyhynutí.

## Současnost

### Rostlinná abortiva
Mnoho běžně dostupných bylin a rostlin jako mrkev obecná pravá, ploštičník hroznovitý, jilm plavý, polej obecná, muškátový oříšek, pelyněk černobýl, papája obecná nebo ruta, může mít abortivní účinky. Jejich užívání těhotnými ženami je kontraindikováno.

### Farmaceutická abortiva
Mifepriston, antagonista progesteronových receptorů, byl poprvé registrován v roce 1988 pod názvem Mifegyne pro medikované ukončení těhotenství v počátečním stádiu v kombinaci s analogem prostaglandinu. Mifepriston, známý také jako RU-486, je prodáván pod obchodním názvem Mifeprex ve Spojených státech a pod názvem Mifegyne ve Francii a ostatních trzích mimo Spojené státy.
Misoprostol, syntetický prostaglandin E1 (PGE1) analog, byl poprvé registrován v roce 1988 pod obchodním názvem Cytotec pro snížení rizika vzniku žaludečních vředů z nesteroidních antirevmatik (NSAIDs). Použití misoprostolu s mifepristonem je v některých zemích schváleno pro vyvolání potratu.
Misoprostol samotný je v zemích Latinské Ameriky používán pro po domácku prováděné potraty v těch státech kde nejsou potraty možné a dále imigranty z těchto zemí do Spojených států, kteří si legální potraty nemohou dovolit z finančních důvodů.